# Svend Wad
Svend Wad (n. 3 februarie 1928, Bov⁠(d), regiunea Syddanmark, Danemarca – d. 4 decembrie 2004, Haderslev, Sønderjyllands Amt, Danemarca) a fost un boxer ce a reprezentat Danemarca, medaliat olimpic. A participat la o ediție a Jocurilor Olimpice (1948) în care a câștigat o medalie de bronz.

## Participări
Lista de mai jos prezintă principalele competiții la care a participat Svend Wad de-a lungul carierei.
- boxing at the 1948 Summer Olympics – lightweight[*]